# Proctophana
Proctophana là một chi bọ cánh cứng trong họ Chrysomelidae.
Chi này được miêu tả khoa học năm 1848 bởi Lacordaire.

## Các loài
Các loài trong chi này gồm:
- Proctophana dalyi Moldenke, 1981
- Proctophana eickwortorum Moldenke, 1981
- Proctophana labergei Moldenke, 1981
- Proctophana leechi Moldenke, 1981